# Kai Kappel
Kai Kappel (* 1962) ist ein deutscher Architekturhistoriker und Hochschulprofessor. Er lehrt Geschichte der Architektur und des Städtebaus an der Humboldt-Universität zu Berlin.

## Leben
Kappel studierte Kunstgeschichte, Klassische Archäologie, Mittlere und Neuere Geschichte in Mainz, Heidelberg und Bonn. 1993 wurde er in Mainz bei Dethard von Winterfeld mit einer typologischen Arbeit zur romanischen Basilika San Nicola in Bari und ihren Nachfolgebauten promoviert. Anschließend erforschte er bis 1999 für das am Kunsthistorischen Institut in Florenz angesiedelte Projekt „Die Kirchen von Siena“ die mittelalterliche Baugeschichte des Doms S. Maria Assunta und war zugleich bis 2005 wissenschaftlicher Mitarbeiter am Institut für Kunstgeschichte der Universität Mainz. 2006 habilitierte sich Kappel mit einer Arbeit zum westdeutschen Kirchenbau nach 1945, dem Umgang mit Trümmersteinen und Kriegsruinen und den damit verbundenen erinnerungspolitischen Implikationen.
Auf Vertretungsprofessuren in Mainz und München folgte 2012 ein Ruf auf die Professur für Geschichte der Architektur und des Städtebaus am Institut für Kunst- und Bildgeschichte an der Humboldt-Universität zu Berlin. Er ist Mitglied der Mittelalterkommission der Berlin-Brandenburgischen Akademie der Wissenschaften und im Vorstand des 2006 in Halle gegründeten Europäischen Romanik Zentrums. Im Mai 2019 war er Visiting Scholar an der Universität Tokio.

## Werk
Kappels Werk kennzeichnet ein doppelter Epochenschwerpunkt, der durch seine Qualifikationsschriften angezeigt wird: Während der Dissertation forschte er zur normannischen und staufischen Architektur des Mittelalters in Süditalien, für die Habilitation zur westdeutschen Nachkriegsmoderne. Epochenübergreifend ist sein besonderes Interesse für Kirchenbau und die Verwendung von Spolien. Anknüpfend an Shmuel N. Eisenstadts These zur „multiplen Moderne“ hebt Kappels Forschung für das 20. Jahrhundert die Vielfalt der modernen Architektur hervor. Die avantgardistische, „klassische“ Moderne ist Kappel zufolge durch (mindestens) eine „andere“ Moderne zu ergänzen, die nicht den Bruch mit einer Architekturtradition propagiert hat, sondern zum Beispiel an die Ästhetik der Romanik oder japanischer Bautradition anknüpft.
Kappels Monografien gelten dank seiner intensiven Literatur- und Archivrecherche und genauen Befundbeschreibung jeweils als Standardwerke beziehungsweise „Handbücher“ zu ihren Themenbereichen. Die Habilitation wurde disziplinenübergreifend als impulsgebender Beitrag zur Erforschung der westdeutschen Erinnerungskultur und der Auseinandersetzung der Nachkriegsgesellschaft mit den Verbrechen des Nationalsozialismus wahrgenommen. Mit einem offenen Verständnis der Gegenstandsbereiche der Kunst- und Architekturgeschichte widmet sich Kappel außerdem Bauaufgaben wie KZ-Gedenkstätten und Soldatenfriedhöfen. Geschichtsbilder und Erinnerungskultur in der Architektur (so auch der Titel eines gemeinsam mit Matthias Müller herausgegebenen Sammelbandes) und Traditionalismen sind damit ein roter Faden des Werks.
Den Transfer von künstlerischen Ideen interpretiert Kappel als Verflechtungsgeschichte. Für die Geschichte des europäischen Mittelalters betont er Migrationsbewegungen, für das 19. und 20. Jahrhundert besonders die Medien der Architektur und die Reisetätigkeit von Architekten und Architektinnen, wobei der Fokus seiner Arbeit wiederum auf Italien und Japan liegt. Kappels Forschung zeichnet ein ausgeprägtes Interesse für Fotografien als Bildmedien der Architektur aus. Dabei analysiert er die „zwischenbildlichen Bezüge“ und „Regie“ von Kunstbänden. Fast immer stattet er seine Publikationen mit eigenen Architekturaufnahmen aus, wobei ein Teil seines Fotoarchivs seit September 2019 für die Allgemeinheit zugänglich ist.
Gemeinsam mit Fachkollegen tritt Kappel mit offenen Briefen für die Erhaltung von Baudenkmalen ein und positioniert sich gegen Maßnahmen, die die Verlustgeschichte des 20. Jahrhunderts und die Folgen der NS-Geschichte beschönigend überschreiben. Er konstatiert eine „Konkurrenz von Geschichtsbildern“, die „fast immer zur Auslöschung der städtebaulichen und architektonischen Leistungen des 20. Jahrhunderts“ führe.
Kappels aktuelle Forschungsprojekte beschäftigen sich mit hochmittelalterlichen Sommerresidenzen in Süditalien (gemeinsam mit Klaus Tragbar) und der Beziehung zwischen Japan und der „westlichen“ Moderne zwischen 1880 und 1939 (gemeinsam mit Harald Salomon).

## Schriften
Monografien
- S. Nicola in Bari und seine architektonische Nachfolge. Ein Bautypus des 11.–17. Jahrhunderts in Unteritalien und Dalmatien (= Römische Studien der Bibliotheca Hertziana. Band 13). Wernersche Verlagsgesellschaft, Worms 1996, ISBN 3-88462-129-7 (zugleich Dissertation, Mainz 1993).
- Memento 1945? Kirchenbau aus Kriegsruinen und Trümmersteinen in den Westzonen und in der Bundesrepublik Deutschland (= Kunstwissenschaftliche Studien. Band 145). Deutscher Kunstverlag, München / Berlin 2008, ISBN 978-3-422-06739-4 (zugleich Habilitationsschrift, Mainz 2006).
- Religiöse Erinnerungsorte in der KZ-Gedenkstätte Dachau. Deutscher Kunstverlag, Berlin / München 2010, ISBN 978-3-422-02237-9.
(englischsprachige Ausgabe unter dem Titel Dachau Concentration Camp Memorial Site, Religious Memorials, ISBN 978-3-422-02238-6)

Herausgeberschaften (Auswahl)
- mit Dorothee Kemper, Alexander Knaak: Kunst im Reich Kaiser Friedrichs II. von Hohenstaufen. Band 1, Akten des internationalen Kolloquiums im Rheinischen Landesmuseum Bonn, 2.–4. Dezember 1994. Klinkhardt & Biermann, München / Berlin 1996, ISBN 3-7814-0391-2.
- mit Matthias Müller: Geschichtsbilder und Erinnerungskultur in der Architektur des 20. und 21. Jahrhunderts. Schnell & Steiner, Regensburg 2014, ISBN 978-3-7954-2800-6.
- mit Christian Fuhrmeister: War Graves / Die Bauaufgabe Soldatenfriedhof. 1914–1989. In: RIHA Journal. Special Issue. München 2017 (www.riha-journal.org/articles/2017/0150-0176-special-issue-war-graves).
- mit Erik Wegerhoff: Blickwendungen. Architektenreisen nach Italien in Moderne und Gegenwart / Shifts in Perspective. Architects’ Travels to Italy in Modern and Contemporary Times (= Römische Studien der Bibliotheca Hertziana. Band 44). Hirmer, München 2019, ISBN 978-3-7774-3374-5.